# آنگل‌ها

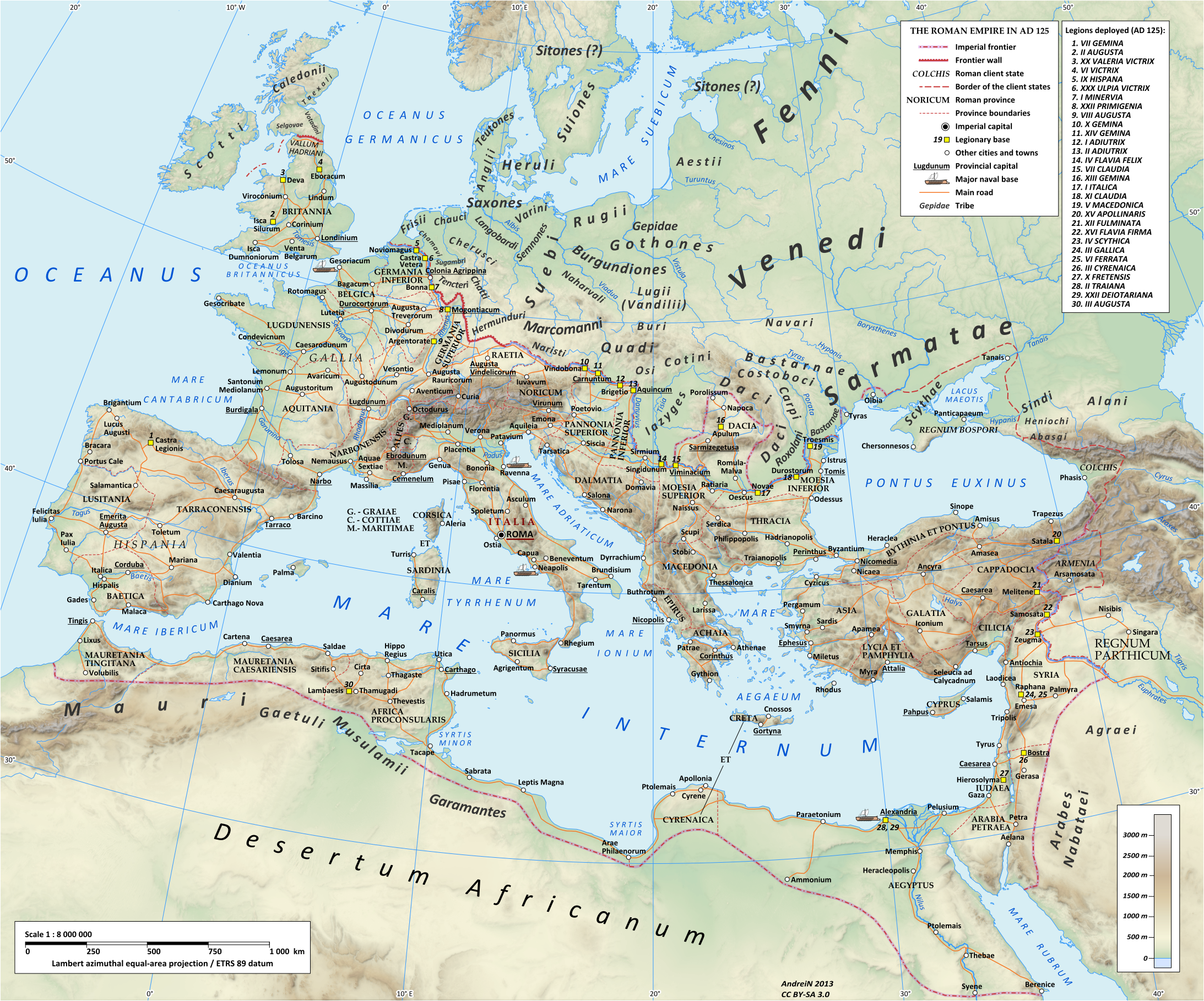
نقشه امپراتوری روم زیر امپراتوری هادرین (فرمانروایی از ۱۱۷ تا ۱۳۸)را نشان می‌دهد.میهن آنگلیی‌ها در ژوتلند در دانمارک امروزی مشخص است.

آنگِل‌ها (به لاتین:Anglii) یکی از قبایل اصلی کنفدراسیون ژرمن‌ها بودند که در دوران پس از رومی‌ها در بریتانیا سکونت کردند. آن‌ها چندین پادشاهی را در دوران آنگلوساکسون‌ها در انگلستان پایه‌گذاری کردند. نام کشور انگلستان نیز از نام آن‌ها ریشه گرفته‌است. نام آن‌ها از آنگلن بخشی در کناره دریای بالتیک گرفته شده‌است که اکنون شلسویگ-هولشتاین نامیده می‌شود و شمالی‌ترین نقطه در آلمان است.

## نام
نام آنگل نخستین بار در زبان لاتین به عنوان آنگلیی و در ژرمانیا تاسیتوس آمده‌است. گمان می‌رود که از نام مکانی که در اصل از آنجا بودند گرفته شده‌است.